# Ascaris (genre)
Pour les articles homonymes, voir Ascaris.
Genre
Synonymes
- Acyaris Royal, 1909[1]
- Ascaria Linstow, 1889[1]
- Ascarus[1]
- Ascoria Huber, 1896[1]
- Asearis Brandes, 1898[1]
- Askaris Humboldt, 1808[1]
- Fusaria Zeder, 1800[1]
- Lombricoides Mérat, 1821[1]
- Stomachida Pereboom, 1780[1]

Ascaris est un genre de nématodes. Ses espèces sont des parasites de l'humain, du cheval, du chien, du chat ou du porc, et peuvent atteindre une trentaine de cm de long chez le porc et jusqu'à 50 cm de long chez l'humain.

## L'ascarisAscaris lumbricoides
L'ascaris est un ver de l’intestin grêle, de couleur jaunâtre et d'une longueur de 6 à 12 cm. Il se fixe grâce à des ventouses et utilise les nutriments ingérés par l’individu hôte pour se nourrir. La contamination se fait par l’ingestion d’excrément, de terre ou de mammifère contaminé par le ver. Le cycle de l’ascaris se fait en environ 15 jours. Il faut 4 à 5 semaines pour que l’adulte se reproduise. Les syndromes sont :
- ballonnement (ventre dur) ;
- chez l'enfant, une température qui avoisine les 38.2°
- diarrhée ou constipation ;
- amaigrissement ;
- fatigue (manque de nutriments) ;
- dans le cas extrême la mort peut survenir à la suite d'une occlusion intestinale.

## Liste des espèces
Selon BioLib (17 mai 2021) :
- Ascaris acanthocaudata Cobbold, 1858
- Ascaris acerinae Linstow, 1878
- Ascaris aculeati Linstow, 1884
- Ascaris acuta Muller, 1789
- Ascaris affinis Örley, 1885
- Ascaris albulae Rudolphi, 1809
- Ascaris alepocephali Linstow, 1899
- Ascaris anguillae Linstow, 1899
- Ascaris appendiculata Stossich, 1897
- Ascaris argentinae Rudolphi, 1819
- Ascaris aspidophori Beneden, 1871
- Ascaris atherinae Rudolphi, 1819
- Ascaris balisticola Linstow, 1905
- Ascaris barbatulae Rudolphi, 1819
- Ascaris belonesvulgaris Diesing, 1861
- Ascaris biuncinata Molin
- Ascaris blennii Gmelin, 1790
- Ascaris boopis Rudolphi, 1819
- Ascaris brachyura Linstow, 1904
- Ascaris bramae Beneden, 1871
- Ascaris brevicauda Linstow, 1900
- Ascaris brevispiculum Sadovskaja, 1952
- Ascaris bulbosa Cobb, 1888
- Ascaris capsularia Rudolphi
- Ascaris carpionis Linstow, 1878
- Ascaris casta Stossich, 1902
- Ascaris castoris Rudolphi, 1809
- Ascaris cebi MacCallum, 1921
- Ascaris centrisci Rudolphi, 1819
- Ascaris circumflexa Molin
- Ascaris clupeae Beneden, 1871
- Ascaris clupearum Fabricius, 1794
- Ascaris collaris Rudolphi, 1802
- Ascaris columnaris Leidy, 1856
- Ascaris compar
- Ascaris contricta Rudolphi, 1809
- Ascaris crassicauda Rudolphi, 1819
- Ascaris cuneiformis Zeder, 1800
- Ascaris cyclopteri Diesing, 1851
- Ascaris cynaedi Rudolphi, 1819
- Ascaris cyprinierythrophthalmi Rudolphi, 1810
- Ascaris depressa Rudolphi
- Ascaris devosi Sprent, 1952
- Ascaris digitata Linstow, 1905
- Ascaris ecaudata Dujardin, 1845
- Ascaris engraulidis Parona, 1894
- Ascaris ensicaudata Rudolphi
- Ascaris eperlani Linstow, 1878
- Ascaris equorum
- Ascaris farionis Gmelin, 1790
- Ascaris ferox Ehrenberg, 1828
- Ascaris filariformis Stossich, 1902
- Ascaris filholi Chatin, 1885
- Ascaris flesi Linstow, 1878
- Ascaris gadiaeglefini Diesing, 1851
- Ascaris gadibrandti Linstow, 1899
- Ascaris gadimerlangi Diesing, 1851
- Ascaris gadiminuti Rudolphi, 1819
- Ascaris gasterostei Rudolphi, 1809
- Ascaris genypteri Stossich, 1902
- Ascaris gestri Parona, 1889
- Ascaris gracilescens Rudolphi, 1819
- Ascaris gracilis Massey, 1974
- Ascaris helopis Pallas, 1813
- Ascaris hippocampi Rudolphi, 1819
- Ascaris hippopotami Canavan, 1931
- Ascaris hirsuta Beneden, 1871
- Ascaris incrassata Molin, 1858
- Ascaris joffi Schulz, 1931
- Ascaris labiata Rudolphi, 1809
- Ascaris labrilusci Rudolphi, 1819
- Ascaris laevis Leidy, 1856
- Ascaris leucisciidi Diesing, 1851
- Ascaris linguatulae Rudolphi, 1819
- Ascaris linstowi Stossich, 1896
- Ascaris longestriata Stossich, 1902
- Ascaris lophiipiscatorii Diesing, 1861
- Ascaris lotae Linstow, 1885
- Ascaris lumbricoides Linnaeus, 1758
- Ascaris lyrae Rudolphi, 1819
- Ascaris macrolabium Stossich, 1897
- Ascaris macruri Linstow, 1888
- Ascaris macruroidei Linstow, 1888
- Ascaris maena Rudolphi, 1819
- Ascaris marginata Rudolphi
- Ascaris megalocephala
- Ascaris meleagrinae Linstow in Shipley & Hornell, 1904
- Ascaris microcephala Rudolphi
- Ascaris microcerca Stossich, 1902
- Ascaris minuta Molin, 1858
- Ascaris molvae Linstow, 1905
- Ascaris morae Fourment, 1886
- Ascaris mosgovoyi Evranova, 1959
- Ascaris mucronata Schrank, 1790
- Ascaris mulli Rudolphi, 1819
- Ascaris neglecta Leidy, 1856
- Ascaris novaculae Rudolphi, 1819
- Ascaris obvelata Rudolphi, 1802
- Ascaris ophidiibarbati Rudolphi, 1819
- Ascaris ophidiiimberbis Rudolphi, 1819
- Ascaris orthagorisci Rudolphi, 1819
- Ascaris osmeri Linstow, 1878
- Ascaris ovis Rudolphi, 1819
- Ascaris pachyderma Stossich, 1902
- Ascaris papilligera Creplin, 1846
- Ascaris petromyzi Linstow, 1879
- Ascaris phacochoeri Gedoelst, 1916
- Ascaris phoxini Linstow, 1887
- Ascaris phycis Rudolphi, 1819
- Ascaris prionodora Stossich, 1902
- Ascaris rajae Diesing, 1851
- Ascaris rostrata Stossich, 1897
- Ascaris rubicunda Schneider
- Ascaris rugosa Molin
- Ascaris salmonisomul Pallas, 1813
- Ascaris sauri Rudolphi, 1819
- Ascaris scaphirhynchi Pearse, 1924
- Ascaris sciaenae Rudolphi, 1819
- Ascaris scombrorum Stossich, 1892
- Ascaris scorpaenae Rudolphi, 1819
- Ascaris scorpaenaecirrhosae Diesing, 1851
- Ascaris semiteres Rudolphi
- Ascaris siluri Gmelin, 1790
- Ascaris siluriglanidis Linstow, 1883
- Ascaris smaris Rudolphi, 1819
- Ascaris soleae Rudolphi, 1819
- Ascaris spalacis Schulz & Alojan, 1950
- Ascaris sparoidum Diesing, 1851
- Ascaris spicrae Diesing, 1851
- Ascaris spilaris Zeder
- Ascaris squali Rudolphi, 1819
- Ascaris squalii Linstow, 1908
- Ascaris stictodora Stossich, 1902
- Ascaris succisa Rudolphi, 1819
- Ascaris suilla Dujardin
- Ascaris suricattae Ortlepp, 1940
- Ascaris suum Goeze, 1782
- Ascaris tarbagan Schulz, 1931
- Ascaris tentaculatus Ehrenberg, 1828
- Ascaris tenuissima Zeder, 1800
- Ascaris thymalli Linstow, 1885
- Ascaris torpedinis Rudolphi, 1819
- Ascaris trigonura Diesing, 1851
- Ascaris triquetra Schrank
- Ascaris truncatula Rudolphi, 1809
- Ascaris truttae Gmelin, 1790
- Ascaris ungulata Beneden, 1871
- Ascaris uranoscopi Rudolphi, 1819
- Ascaris velocissima Diesing, 1851
- Ascaris vimbae Linstow, 1877
- Ascaris wedli Stossich, 1896